# Last Kiss (chanson de Tanpopo)
Pour les articles homonymes, voir Last Kiss.
Singles de Tanpopo
Motto
(1999)
Singles par Morning Musume
Daite Hold On Me!
(1998) Memory Seishun no Hikari
(1999)
Last Kiss (ラストキッス, « dernier baiser ») est le premier single du groupe féminin de J-pop Tanpopo, sous-groupe de Morning Musume.
Il sort le 18 novembre 1998 au Japon sous le label zetima, écrit et produit par Tsunku. Il atteint la 2e place du classement Oricon, et reste classé pendant 10 semaines, pour un total de 301 600 exemplaires vendus. 
La chanson-titre sert de thème de fin à la série anime Majutsushi Orphen. Elle figurera sur l'album Tanpopo 1 qui sort quatre mois plus tard, puis sur les compilations All of Tanpopo de 2002 et Tanpopo / Petit Moni Mega Best de 2008.

## Membres
- Aya Ishiguro
- Kaori Iida
- Mari Yaguchi

## Liste des titres
1. Last Kiss (ラストキッス?)
2. Jikan yo Tomare (時間よ止まれ?)
3. Last Kiss (Instrumental) (ラストキッス...?)